# Radio New Zealand
Radio New Zealand (auf Maori Te Reo Irirangi o Aotearoa) ist die öffentlich-rechtliche Hörfunkanstalt Neuseelands. Sie wurde 1995 gegründet und produziert zwei landesweite und ein internationales Radioprogramm. Außerdem überträgt Radio New Zealand auf Mittelwelle und im Internet die Debatten des Neuseeländischen Parlaments.
Die Rundfunkanstalt hat ihren Sitz in Wellington. Finanziert wird sie durch die unabhängige Agentur NZ On Air, die Medieninhalte fördert. Diese wird wiederum vollständig aus staatlichen Steuermitteln finanziert. Im Jahr 2009/10 waren 32,842 Millionen NZD als Förderung für Radio New Zealand vorgesehen.

## Geschichte
Erste Hörfunksendungen gab es in Neuseeland während des Ersten Weltkriegs, als auf Rarotonga ein Sender in Betrieb genommen wurde, über den auch die Meldung über den Waffenstillstand 1918 verbreitet wurde. Die ersten regulären Radiosender konnten seit 1922 in den größeren Städten für einige Stunden wöchentlich gehört werden.
Der öffentliche Rundfunk in Neuseeland hat seine Wurzeln im Jahr 1925, als die Regierung aufgrund eines Gesetzes der zwei Jahre zuvor gegründeten Radio Broadcasting Company (RBC) über einen Zeitraum von fünf Jahren Gebühren von den Radioverkäufern im Land für jedes verkaufte Gerät zubilligte. Dies wurde unter die Bedingung gestellt, dass ein nichtkommerzielles Rundfunksystem mit mindestens vier Stationen weiter ausgebaut würde. Damit war dies der direkte Vorläufer des heutigen National Radio. Die Erlöse aus diesen Abgaben waren jedoch so ungenügend, dass 1931 ein der Regierung unterstelltes Rundfunkdirektorium (Broadcasting Board) eingerichtet wurde, welches jedoch weiterhin von Lizenzgebühren abhängig war.
Gesendet wurde zu Anfang in den vier großen Städten des Landes: Auckland, Wellington, Christchurch und Dunedin. Die Sendungen führten aber auch zu einer stärkeren Annäherung von Stadt und Land, weil nun alle Bürger die gleichen Sendungen hören konnten. Gesendet wurde damals vor allem Musik. Seit 1927 gab es auch Nachrichten und einen abendlichen Wetterbericht, der sich vor allem an die Landwirte richtete. Der Schulfunk begann 1931 mit regelmäßigen Sendungen.
Im Jahre 1936 richtete die erste Labour-Regierung des Landes den National Broadcasting Service (Nationalen Rundfunkdienst) als eine Regierungsbehörde ein. Nach dem Zweiten Weltkrieg wurde das System zum New Zealand Broadcasting Service (NZBS) umorganisiert, und im Jahre 1962 endete der Status als Regierungsbehörde mit der Einrichtung der New Zealand Broadcasting Corporation (NZBC). 1975 wurden das Radio und das 1960 begonnene Fernsehen kurzzeitig voneinander getrennt, 1977 aber in der Broadcasting Corporation of New Zealand (BCNZ) wieder zusammengeführt. Aus der BCNZ gingen 1988/89 RNZ und TVNZ als staatliche Unternehmen hervor. 1995 wurde RNZ ein öffentliches Unternehmen.
Im Februar 2020 erklärte das für den öffentliche Rundfunk zuständige Ministerium, man habe die Unternehmensberatungsgesellschaft PricewaterhouseCoopers beauftragt, ein Konzept für „ein neues öffentliches Medienhaus als unabhängigem Multiplattform- und Multimediabetrieb“ zu erstellen. RNZ und TVNZ sollen durch eine Neugründung ersetzt werden. Kommerzielle TV-Sender kritisierten TVNZ dafür, seine Programme mehr und mehr als Werbeumfeld zu gestalten und damit die Lage am wegbrechenden Werbemarkt noch zu verschärfen.

## Programme
Radio New Zealand National (Start: 1925) sendet einen Mix aus Informationen, Talk, Features, Hörspielen und Musik. Bei der Musik ist ein Anteil von mindestens 33 % an neuseeländischen Produktionen vorgeschrieben.
Radio New Zealand Concert (Start: 1933) sendet vor allem klassische Musik, teilweise auch Jazz und Weltmusik. Der Musikanteil im Programm liegt bei 85 Prozent.

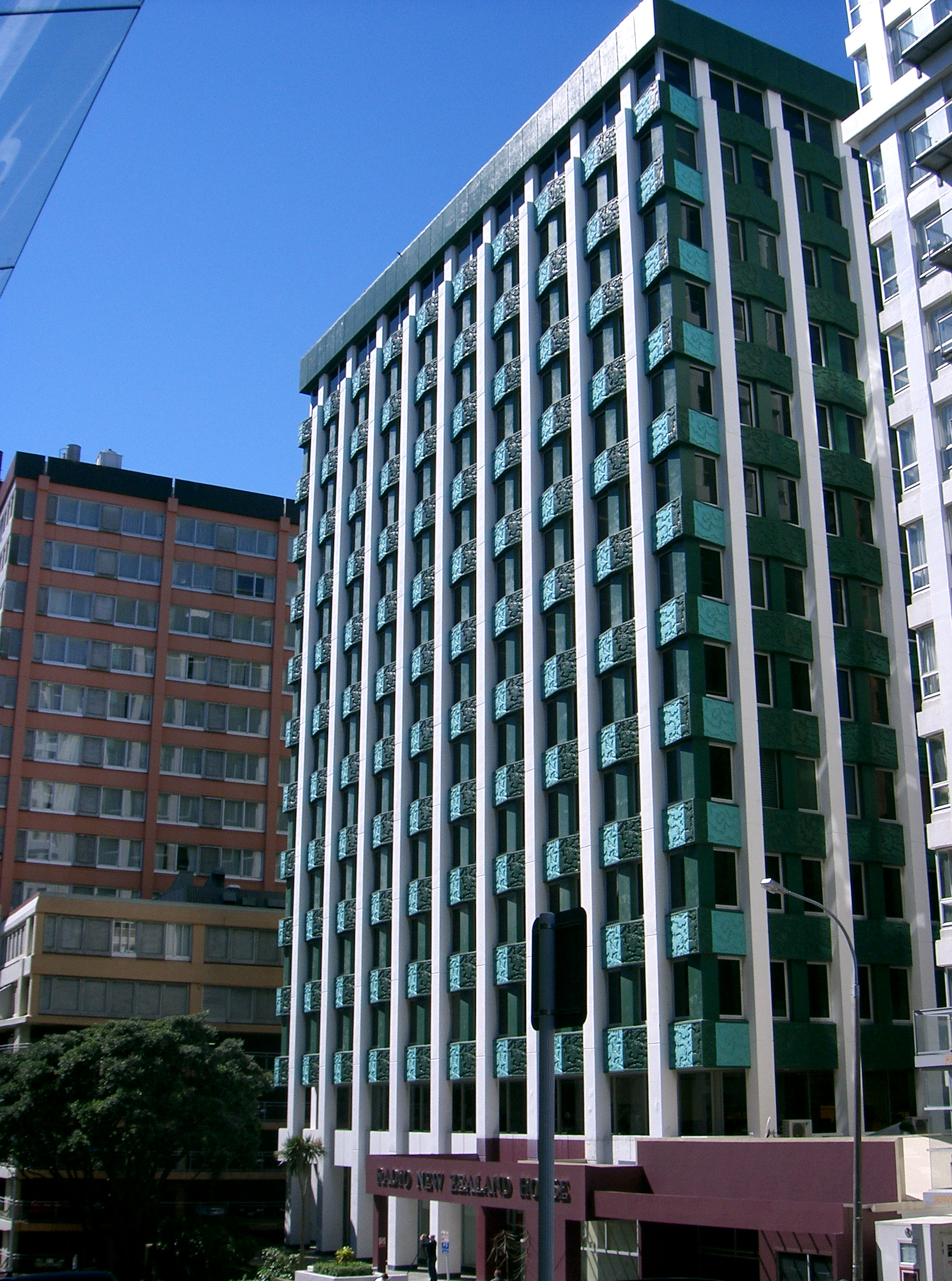
Radio New Zealand House - Sendezentrum in Wellington

AM Network ist ein Netz an Mittelwellensendern, betrieben von RNZ im Auftrag des Neuseeländischen Parlaments. Die Sender versorgen beide Inseln flächendeckend, übertragen alle Parlamentssitzungen und werden in der freien Zeit an einen christlichen Anbieter vermietet.
RNZ Pacific (Start: 1948; 1990–2017: Radio New Zealand International, RNZI) ist der neuseeländische Auslandsdienst. Er sendet Nachrichten zu Neuseeland sowie den pazifischen Raum betreffende Themen. Gesendet wird der Dienst in Englisch sowie den pazifischen Sprachen Tongaisch, Samoanisch, melanesisches Pidgin, Französisch, Cook Islands Māori und Niueanisch auf Kurzwelle (Rangitaiki). Daneben werden die Sendungen über Satellit sowie per Livestream und als Podcast im Internet weltweit verbreitet. Akustisches Erkennungszeichen ist der Ruf des Maori-Glockenhonigfressers (Bellbird).